# Noctueliopsis aridates
Noctueliopsis aridates là một loài bướm đêm trong họ Crambidae.